# Komunizm rad
Komunizm rad – nurt komunizmu wywodzący się z tzw. komunizmu lewicowego, który rozwinął się w Niemczech i Holandii w latach 20. XX wieku. Głosi, że formą organizacji klasy pracującej najbardziej adekwatną do jej walki i emancypacji są rady robotnicze, powstające oddolnie w miejscach pracy i społecznościach podczas okresów intensywnych zmagań klasowych.

## Geneza i kontekst historyczny
Korzenie komunizmu rad sięgają wydarzeń rewolucji 1905 roku, kiedy to pracownicy rosyjskich miast utworzyli pierwsze rady robotnicze (sowiety), takie jak słynna rada Piotrogrodzka Rada Delegatów Robotniczych i Żołnierskich. Organizacje te powstawały spontanicznie w wyniku masowych strajków i miały charakter demokratyczny: tworzyli je delegaci wybierani w zakładach pracy i podporządkowani swoim wyborcom.
Choć początkowo rady nie zostały w pełni docenione, ich znaczenie wzrosło w okresie rewolucji październikowej, kiedy zaczęły pełnić rolę alternatywnych ośrodków władzy. To właśnie ta forma organizacyjna wywarła ogromny wpływ na radykalnych marksistów w Europie Zachodniej, zwłaszcza w Niemczech, gdzie po I wojnie światowej wybuchła rewolucja listopadowa (1918–1919). W jej trakcie zaczęły się formować rady robotnicze i żołnierskie, a wśród radykałów pojawiły się koncepcje uznające rady za podstawę przyszłego ustroju komunistycznego.

## Główne założenia

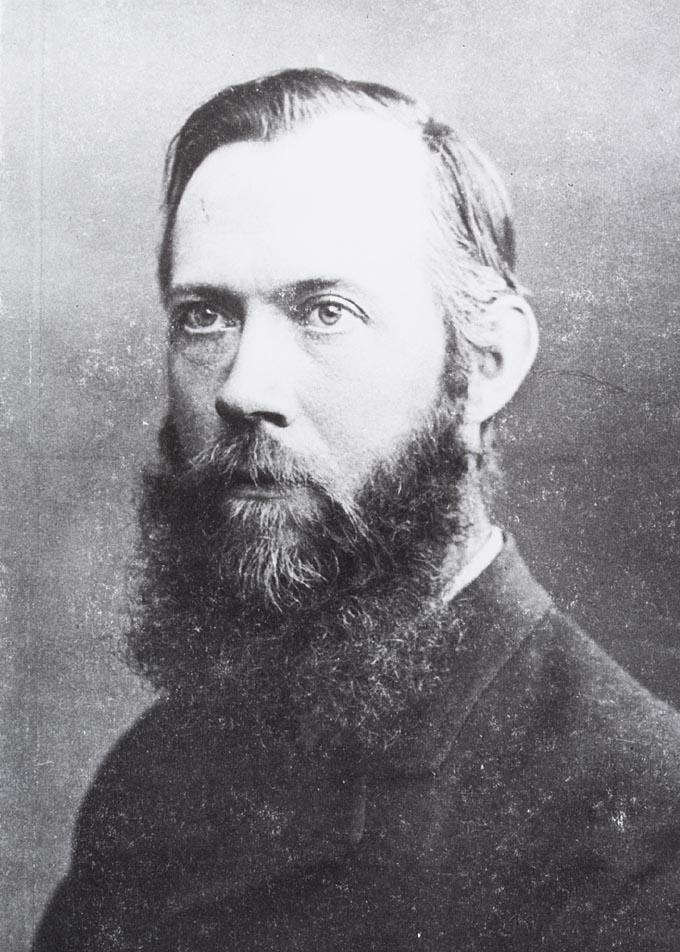
Anton Pannekoek, jeden z czołowych teoretyków komunizmu rad

Komunizm rad odrzuca zarówno reformizm socjaldemokratyczny, jak i leninizm. Według jego przedstawicieli klasy pracujące są zdolne do samoorganizacji i nie potrzebują partii awangardowej ani udziału w parlamentaryzmie. Zamiast tego postulują:
- tworzenie federacji rad robotniczych złożonych z wybieralnych i odwoływalnych delegatów,
- odrzucenie socjalizmu państwowego i biurokracji partyjnej,
- prowadzenie działalności rewolucyjnej w ramach i poprzez organizacje klasy pracującej, bez zastępowania ich przez partie[2].

Jak pisał Otto Rühle, jeden z ideologów ruchu: „rewolucja nie jest sprawą partii”.
Choć komunizm rad dzielił wiele punktów z anarchizmem i rewolucyjnym syndykalizmem (np. antyautorytaryzm, odrzucenie państwa, demokracja bezpośrednia), pozostawał zakorzeniony w marksizmie i był krytyczny wobec indywidualistycznych czy antymaterialistycznych nurtów anarchistycznych.

## Krytyka rewolucji rosyjskiej
Komuniści rad bardzo wcześnie skrytykowali rewolucję październikową i rządy bolszewików. Według ich interpretacji rewolucja w Rosji była w istocie rewolucją burżuazyjną, która doprowadziła nie do zniesienia kapitalizmu, lecz do ustanowienia kapitalizmu państwowego, w którym biurokracja partyjna zastąpiła prywatnych kapitalistów. Anton Pannekoek, Herman Gorter i Otto Rühle pisali, że władza sowiecka po 1921 działała już w interesie nowej klasy rządzącej, a nie klasy robotniczej.

## Organizacje i rozwój ruchu
Po rozłamie w Komunistycznej Partii Niemiec (KPD) w 1920 powstała Komunistyczna Partia Robotnicza Niemiec (KAPD), która wraz z powiązanymi związkami (Allgemeine Arbeiter-Union Deutschlands, AAUD; Allgemeine Arbeiter-Union – Einheitsorganisation, AAUD-E) reprezentowała główną siłę komunizmu rad w Niemczech. KAPD odrzucała parlamentaryzm, związki zawodowe oraz udział w III Międzynarodówce. Jej poglądy zostały skrytykowane przez Lenina w broszurze Dziecięca choroba „lewicowości” w komunizmie (1920), na co Herman Gorter odpowiedział Otwartym listem do towarzysza Lenina.
W szczytowym okresie (początek lat 20.) ruch liczył dziesiątki tysięcy członków, lecz już w drugiej połowie dekady stracił masowy charakter i przekształcił się w sieć małych grup propagandowych. Znaczące były także grupy w Holandii (Grupa Międzynarodowych Komunistów – GIK), Włoszech, Bułgarii, a później również w USA i Wielkiej Brytanii.
W USA Paul Mattick – działacz i teoretyk – redagował pismo „International Council Correspondence” (później „Living Marxism, New Essays”), a w Wielkiej Brytanii działała Anti-Parliamentary Communist Federation.
W czasie II wojny światowej Anton Pannekoek napisał jedno z najważniejszych dzieł nurtu – De arbeidersraden (tłum. Rady Robotnicze), będące syntetycznym wykładem idei komunizmu rad.

## Dziedzictwo i wpływy
Mimo osłabienia organizacyjnego, idee komunizmu rad wywarły istotny wpływ na różne nurty komunizmu wolnościowego, w tym na Socialisme ou Barbarie, Międzynarodówkę Sytuacjonistów czy współczesne grupy anarchistyczno-komunistyczne.
Niektórzy lewicowi krytycy określają ten nurt pejoratywnie mianem radziści (councilists), zarzucając mu fetyszyzację rad robotniczych i zbytnią wiarę w spontaniczność klasy pracującej, która może prowadzić do ustanowienia jedynie samozarządzającego się kapitalizmu, zamiast autentycznego komunizmu.